# Frente Turcomano Iraquí
El Frente Turcomano Iraquí (en turco: Irak Türkmen Cephesi, en árabe: الجبهة التركمانية العراقي‎ Al-Jabhat Al-Turkmaniyah Al-Iraqi) es un movimiento político fundado en 1995 que busca representar al pueblo turcomano de Irak. Desde la caída de Sadam Huseín en 2003, el FTI se ha disputado el control de Kirkuk y otras zonas del norte de Irak.
El FTI reclama una región llamada Turkmeneli (literalmente, la "tierra de los turcomanos") como patria de los turcomanos iraquíes. El territorio de Turkmeneli incluye Kirkuk, Tel Afar, Erbil, Mandali, Mosul y Tuz Jormato. El partido ha sido financiado por la administración y el ejército turco.

## Composición del FTI
El FTI es una coalición de los siguientes partidos políticos:
- Partido Turcomano Nacional Iraquí (INTP), fundado en 1988 y administrado en la zona norte de exclusión aérea
- Partido Turkmeneli, fundado en 1992 en Chipre del Norte como Partido de la Unión Turcomana
- Partido Turcomano Provincial
- Movimiento de los Turcomanos Independientes
- Partido por los Derechos de los Turcomanos Iraquíes
- Movimiento Islámico Turcomano de Irak

## Resultados electorales
Tras las primeras elecciones parlamentarias de 2005, el FTI presentó una serie de denuncias formales a la Alta Comisión Electoral Independiente alegando fraude electoral por parte de los partidos kurdos y protestando en contra de la decisión de la comisión de permitir a los desplazados internos y refugiados votar en sitios de donde habían sido expulsados bajo Sadam Huseín. En las elecciones recibieron sobre 90.000 votos, o el 1.1% de los votos totales, obteniendo tres escaños en Asamblea Nacional de Irak, de carácter transicional. 
En las elecciones parlamentarias de diciembre de 2005, la lista del FTI obtuvo 76.434 votos, o el 0,7% a escala nacional, de acuerdo con los resultados publicados no certificados. La inmensa mayoría de esos votos se obtuvieron en la gobernación de Kirkuk, donde el FTI ganó más del 10% del voto total. La mayor parte del resto de los votos del FTI fueron en la gobernación de Saladino. De acuerdo con los resultados, el FTI tenía derecho a un solo escaño en la Asamblea Nacional. 
En las elecciones legislativas del Kurdistán Iraquí de 2009, el FTI obtuvo solo 7.077 votos, o el 0,38% del voto popular, obteniendo un escaño.
En las elecciones nacionales de Irak de 2010, el candidato del FTI en el feudo turcomano de Kirkuk, Arshad al-Salihi, obtuvo 59.732 votos como parte del Movimiento Nacional Iraquí de Iyad Allawi. Quedó segundo en la coalición solo tras Jalid Shwani de la Unión Patriótica del Kurdistán, que ganó con 68.522 votos.